# Quảng Thủy, Tùy Châu
Quảng Thủy (giản thể: 广水; phồn thể: 廣水; bính âm: Guǎngshuǐ) là một thành phố cấp huyện thuộc địa cấp thị Tùy Châu, tỉnh Hồ Bắc, Trung Quốc. Thành phố có khoảng 890.000 cư dân vào năm 2004 và nằm gần ranh giới với tỉnh Hà Nam. Thành phố được thành lập vào tháng 12 năm 1988 trên cơ sở huyện Ứng Sơn cũ. Từ ngày 15 tháng 7 năm 2000, Quảng Thủy chuyển sang trực thuộc Tùy Châu.

## Hành chính
Thành phố cấp huyện Quảng Thủy được chia ra làm 17 đơn vị hành chính cấp hương, trong đó có 4 nhai đạo và 13 trấn. Ngoài ra thành phố này còn quản lí 3 đơn vị ngang cấp hương khác.
- Nhai đạo: Ứng Sơn (应山街道), Thập Lý (十里街道)

Quảng Thủy (广水街道), Thành Giao (城郊街道)
- Trấn: Vũ Thắng Quan (武胜关镇), Dương Trại (杨寨镇), Trần Lộng (陈巷镇), Trường Lĩnh (长岭镇), Mã Bình (马坪镇), Quan Miếu (关庙镇), Dư Điếm (余店镇), Ngô Điếm (吴店镇), Hác Điếm (郝店镇), Thái Hà (蔡河镇), Lý Điếm hương (李店镇), Thái Bình hương (太平镇), Lạc Điếm hương (骆店镇)

Đơn vị ngang cấp hương khác
- Lâm trường Trung Hoa Sơn (中华山林场)
- Khu phong cảnh Tam Đàm (三潭风景区)
- Cơ sở công nghiệp (工业基地)